# Ball de diables

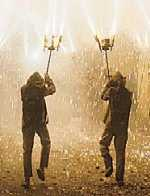
Diables en una actuació

El ball de diables és una tradició arrelada inicialment a Catalunya, i posteriorment al País Valencià i a les Illes Balears. La seva participació en les cercaviles, en les processons i en els correfocs s'han convertit en una part essencial de les festes majors de molts pobles i ciutats. Amb arrels en les manifestacions teatrals medievals, els diables o balls de diables formen part dels anomenats balls parlats. Segons Joan Amades, la primera data registrada d'aquesta representació és el 1150, quan va ser escenificat com un entremès en el banquet de noces de Berenguer IV amb Peronella d'Aragó. Però les fonts documentals més abundants i explícites són les que ens informen de les processons de Corpus, que ens ofereixen una representació recurrent del bé i del mal, normalment un combat entre àngels i dimonis.
No fou fins a l'arribada de la democràcia i la recuperació del carrer com a espai festiu que a Barcelona aparegueren colles de diables de nova creació. Aquests grups, a diferència dels històrics que havien sobreviscut, s'allunyen de les evolucions tradicionals, per influència del correfoc sorgit quasi espontàniament a Barcelona com un joc entre el diable, el foc de la carretilla i el públic. En tot aquest procés evolutiu, més recentment, en part degut als canvis normatius aplicats, cal observar l'impuls i dinamisme que han adquirit les colles infantils.
Les colles de diables acostumen a organitzar-se com a entitats sense afany de lucre o bé com a seccions d'unes altres entitats que els donen cobertura. El nombre de colles que hi ha als Països Catalans és molt abundant, i això és un bon indicador de l'arrelament i l'acceptació d'aquesta manifestació foguera. Per aquest motiu, s'han creat diferents coordinadores que agrupen gran part de les colles de ball de diables existents, les coordinadores o federacions són la Federació de Diables i Dimonis de Catalunya, la Coordinadora de Diables de Barcelona, la Coordinadora de Balls de Diables Tradicionals de Catalunya, la Federació de Dimonis i Diables del País Valencià i la Federació de Dimonis, Diables i bèsties de foc de les Illes Balears.

## Història

### Inicis

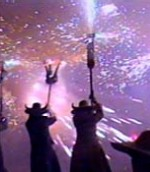
Diables cremant en un ball de diables

L'origen dels balls parlats és incert i arriscat de precisar, però sembla que deriva del teatre medieval de carrer. Bàsicament, la via de transmissió del ball popular (balls parlats o amb parlaments, danses, etc.) ha estat la via oral. Així doncs, és lògic que en aquest traspàs hagin arribat alterats respecte a la seva versió original.
Pel que fa al ball de diables, malgrat que se'l reconeix popularment com a «ball», cal considerar-lo un entremès, ja que aquest tipus d'actuació es feia entre plat i plat en els àpats de la noblesa a l'edat mitjana. Pertany a aquells balls que s'anomenen «parlats», tots ells amb un contingut dramatúrgic.
La síntesi del ball de diables és una representació teatral de la lluita del bé contra el mal. El seu context escènic també va ser utilitzat, principalment per les festes de Corpus, a les processons religioses com a acompanyament per donar un aspecte més cerimoniós i espectacular. Els diables, diablots o dimonis desfilaven capdavanters a la comitiva per anunciar la seva arribada amb aldarulls de tota mena. De forma estrepitosa i sorollosa apartaven el públic assistent obrint pas a la processó. A la Patum de Berga, per exemple, el ball de diables perviu en el que ara s'anomena Salt de maces.
De tota manera apareix la figura del diable o diablot en l'origen de tots els balls parlats. És un personatge que no té a veure amb l'obra que es representa, però que es posa pel mig i fa riure amb les seves cabrioles. Al final de l'obra diu uns versots satírics relacionats amb la vida política o pública de la població on es representa, i que tothom espera amb delit.
Aquest podria haver estat l'origen del ball de diables. Partint d'un personatge que cada cop va prendre més protagonisme i que va arribar a superar l'expectativa de l'obra original, quedà la part del diable com la més popular.
A Igualada, en la processó del Corpus de 1404 es té constància que va participar una víbria construïda com una que ja hi havia a Barcelona. Altre cop a Barcelona, amb motiu de l'arribada del duc de Calàbria el setembre de 1467, s'organitzen unes festes on els diables també van ser presents. A principis del segle xv, a les processons del Corpus de Barcelona es clausurava la comitiva amb un entremès, format per una colla d'àngels i una altra de diables.
Segons Joan Amades, la primera notícia escrita sobre un ball de diables data de l'any 1150. L'acte segons Amades va ésser representat en el banquet del casament del comte de Barcelona, Ramon Berenguer IV amb princesa Peronella, filla del rei d'Aragó. La crònica ens diu que representava la lluita d'uns dimonis, dirigits per Llucifer, contra l'Arcàngel Sant Miquel i una colla d'àngels. Els estudiosos del folklore posteriors sempre havien pres aquesta com a primera referència escrita del ball de diables. Però Àngel Vallverdú, Daniel Vilarrúbias i Pau Plana desmenteixen aquesta primera referència en un article publicat al portal festes.org. Els autors exposen que l'obra de Joan Amades va fer que a partir de mitjan segle xx, dominés la creença que el primer document escrit sobre els balls de bastons, els balls de diables i les danses i festes de moros i cristians fos el de les noces esmentades; i remarquen que, al seu parer, la interpretació del folklorista es basava en una font secundària que no es podia corroborar.

### Evolució

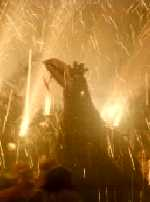
Una bèstia crema enmig d'un ball de diables

En la tradició del ball de Diables es poden diferenciar tres èpoques. En un primer període, des de principi del segle xv fins a la fi de la invasió francesa l'any 1814, el ball tenia un marc eclesiàstic, ja fossin processons, diades o festivals de Corpus, o en actuacions polítics o estatals.
Una segona fase abastaria des de finals de la Guerra del Francès fins a mitjans del segle xx. En aquest segon moment, els balls de diables amplien les seves sortides a esdeveniments civils com festes majors i carnestoltes, tot i que continuen assistint als actes politicoreligiosos que els donaren origen. Aquests actes civils, es poden veure paganament, amb els coneguts versots de diables, ques es mofaven de la situació política de la seva regió o inclús de la mateixa gent que els envoltava.
Durant aquest període hi ha antecedents de l'aparició de grups o colles de diables com: el 1815 a Vilafranca del Penedès, el 1850 a Terrassa, el 1861 a Riudoms, el 1865 a Hostafrancs i el 1869 a Porrera. Amb el curs del temps algunes d'aquestes colles s'han mantingut amb la mateixa estructura, altres s'han esvaït per sempre i d'altres han reaparegut després de més d'un segle d'eclipsi des de la seva formació.

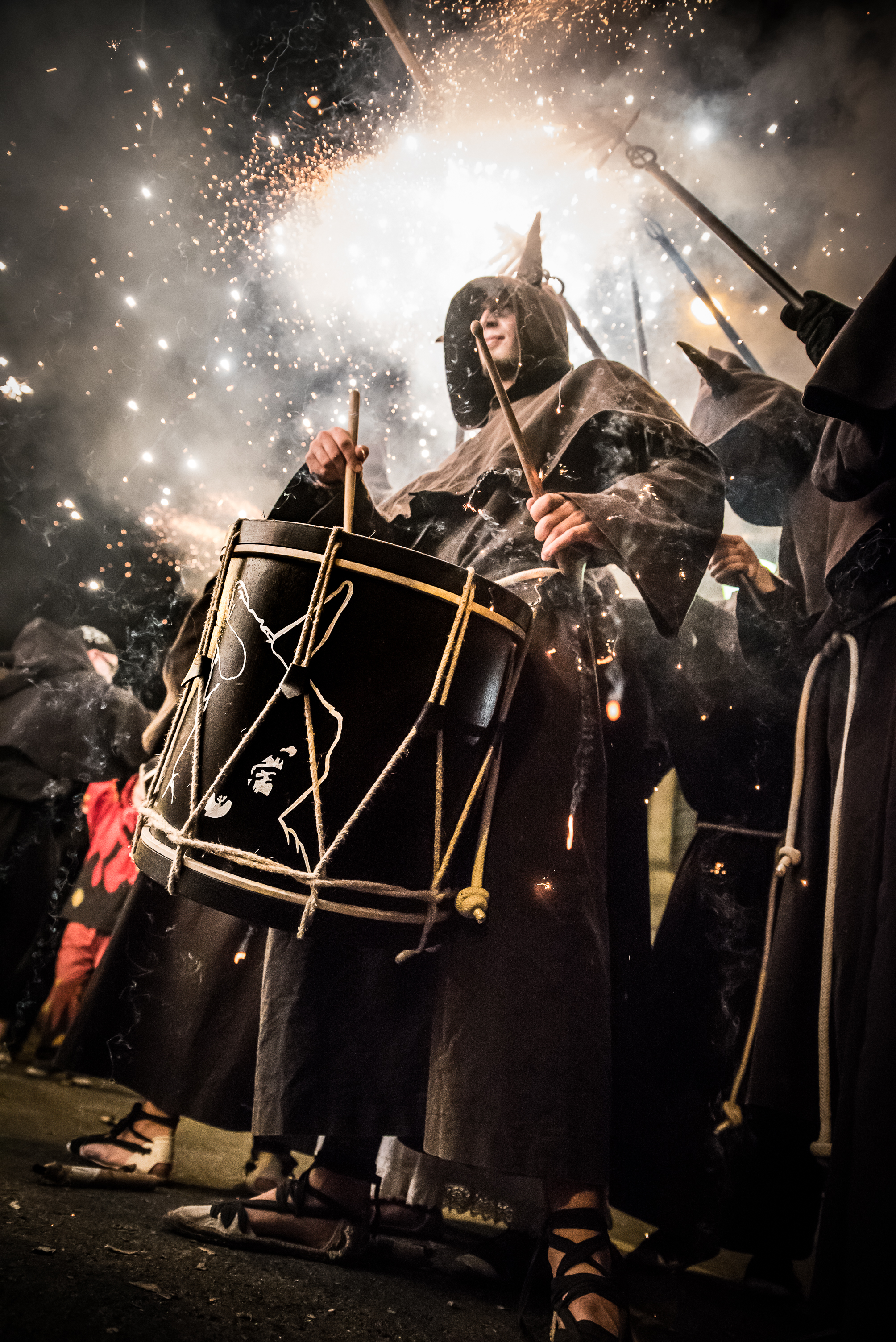
Colla de diables al correfoc de la Mercè 2017 a Barcelona.

Des del segle xiv fins al segle xviii els diables apareixen majoritàriament en actes religiosos, la qual cosa augmenta cap al segle xix. Durant els anys que segueixen i fins a les primeres recuperacions que culminen cap a 1978, cal parlar de dos moments:
En un primer moment que aniria de la dècada de 1920 fins a la Guerra Civil, la tradició del ball de diables es va conservar per inèrcia i a poc a poc va anar decaient. En acabar la guerra, i malgrat els antagonismes, ja fossin personals, polítics o religiosos, s'inicià una reposició del ball dins la recuperació global de les festes a finals de la dècada de 1970.
Un tercer període s'inicia en la dècada de 1980 i coincideix amb l'època de reivindicació i recuperació de les antigues festes populars, arreu de Catalunya.
En finalitzar la dictadura franquista, els balls de diables i els correfocs es van recuperar, tal com va passar amb altres símbols de la cultura catalana, com ara els castells, els balls de bastons, els trabucaires o els gegants.
L'ànim en la recerca i l'estudi de les tradicions popular, afavorida per les administracions locals, fomenta la creació de nous grups dinamitzadors, que donen a la festa pública de carrer un protagonisme cultural i social gairebé perdut fins aleshores.
L'organització del correfoc per la festa major de la Mercè a Barcelona, dugué a la cercavila de la ciutat nombroses colles tradicionals de diables. Per a una part del públic, va ésser un record complaent i entranyable; per a molts d'altres fou un esdeveniment nou, fantàstic i engrescador. Tot plegat un succés suficientment incitador i encoratjador per forjar nous grups.

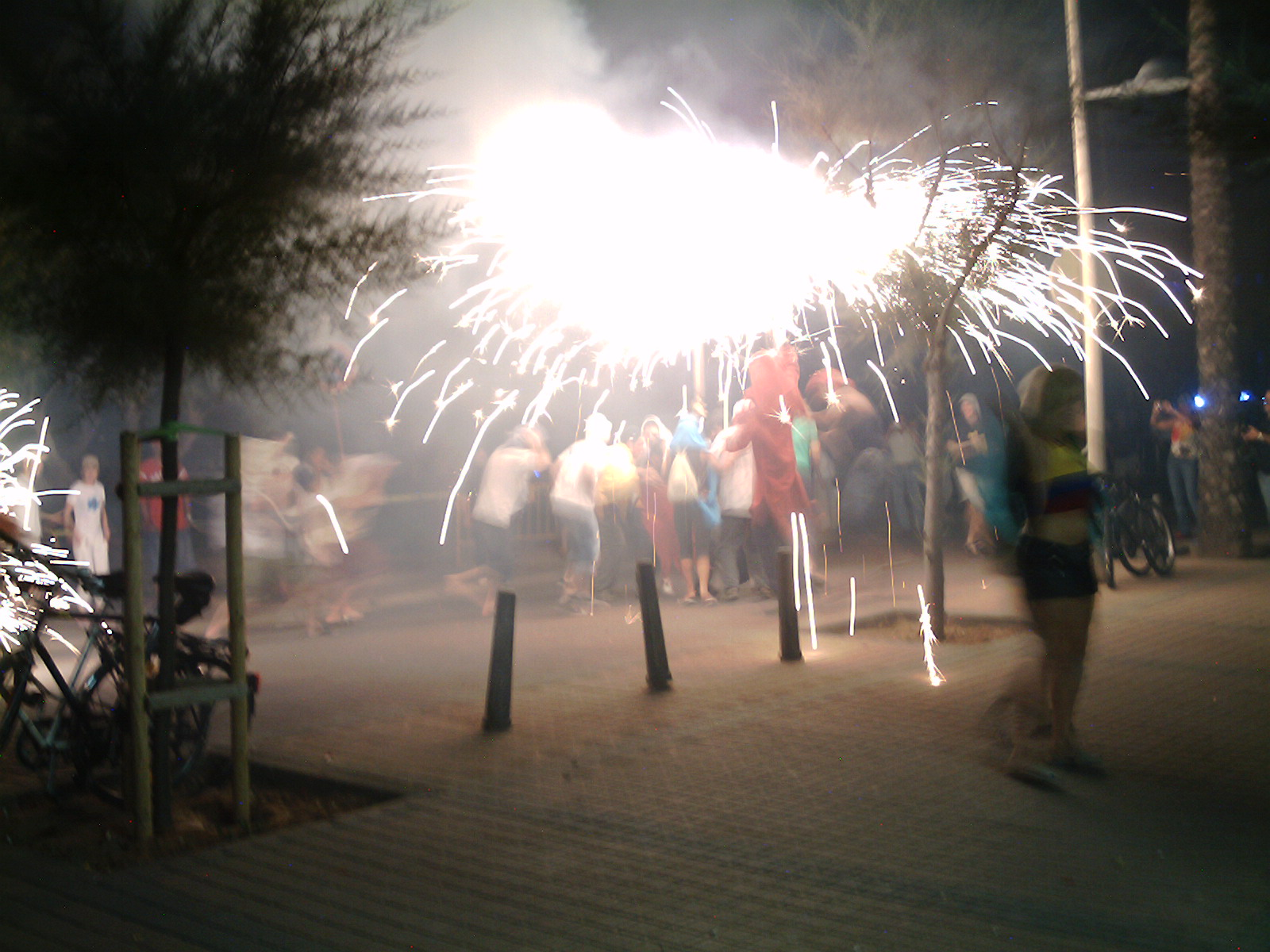
Un correfoc a Mallorca

D'altra banda, la iniciativa per part d'una històrica colla del ball de diables, la de l'Arboç del Penedès, en organitzar la primera Trobada de Diables de Catalunya, per Sant Joan de 1981, és un altre motiu que contribueix a fomentar noves colles.
En aquest i ja últim període, que es pot considerar una època pletòrica pel que fa al ball de diables, apareixen arreu de Catalunya un nombre força important de noves colles de diables i altres elements de foc amb una clara inspiració en els models històrics. Avui dia pot ser que en una mateixa localitat hi hagi més d'una colla de diables, dracs i d'altre bestiari.
Pel que fa a les característiques dels grups de ball de Diables, hi ha dues variants amb una configuració i una dinàmica ben diferenciades. Per una banda hi ha un model amb estructura teatral. És el cas del ball de diables amb parlaments, característic del Penedès, Garraf i el Camp de Tarragona, en què hi ha una personificació dramàtica representant la rivalitat del bé i del mal amb uns personatges ben definits com a Llucifer, la Diablessa, l'Arcàngel Sant Miquel i altres diables que només reciten arengues crítiques i versots satírics dels esdeveniments socials i polítics contemporanis de la localitat. A aquest model s'hi ha afegit algunes de les colles de recent formació.
D'altra banda hi ha el ball de diables sense parlaments com el del Baix Camp i el del Priorat. Els caracteritza l'absència per complet d'una representació de ball parlat, i també d'un nombre estable i concret dels seus components. El seu àmbit preferent és el de les celebracions cíviques, alguna processó religiosa o també en els solemnes trasllats d'algunes marededéus, com la Mare de Déu de Misericòrdia de Reus o bé la Mare de Déu de la Riera de les Borges del Camp.
Actualment hi ha com a mínim una colla de diables a cada comarca catalana. On hi ha més colles de diables és per la zona del litoral i prelitoral català.

## Descripció dels balls de diables

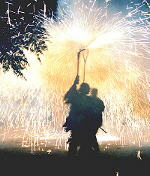
Pluja de guspires sortint de les carretilles dels dimonis

El foc, com a símbol remot, sempre ha estat un element universal i estrany que ha suscitat inquietud. També és extraordinari perquè genera esverament, i així mateix és insòlit, ja que produeix il·lusió en un món quimèric.
El foc ha format part des de temps immemorials de la cultura catalana. Hi ha focs diversos i ben diferents. Alguns són de caràcter esotèric; el foc purificador (el del purgatori), el castigador (el de l'infern). D'altres, menys repressius i censurables, encara que igual d'incandescents, resulten però molt més fantàstics, populars i divertits. Són els Focs Festius. Aquests tipus de focs són un exponent protagonista en la projecció de mites, creences i rituals de nombroses llegendes folklòriques. Arreu de Catalunya hi ha diversitat de festes populars i tradicionals on el foc assoleix el protagonisme expressiu de la celebració.
La pólvora, invent xinès que data del s. XII, portada a Europa pels àrabs, és el suport pirotècnic dels focs d'artifici. Aquests, concebuts inicialment per celebrar qualsevol motiu solemne, donaven, i encara donen, un caire majestuós i espectacular a tot faïment, acte o festivitat, que es vulgui commemorar.
El foc és un vincle fermament associat al món del dimoni. El tirar foc és un fet característic, d'indiscutible lligam, en les colles de ball de Diables. Aquest col·lectiu, entusiasta, divertit i amb gresca com cap altre, és el sobirà d'una festa que està plena d'olor de pólvora, de sinuoses boirades de fum només diluïdes per una lluminària d'espurnes incandescents.
En la foscor, siluetes amb banyes dansen i salten enmig d'un diluvi de foc en un ambient irrespirable de suor i pólvora cremada.
El mot 'coet' podria estar vinculat a la tradició del ball de diables, ja que Cohet és el nom del diable en idioma gascó (vegeu el Dictionnaire de béarnais et gascon modernes de Simin Palay, editat pel CNRS, Paris, 1998). El mot co(h)et en català possiblement s'heretés del parlar dels immigrants gascons que actuaven fent de dimonis en aquests balls, l'ofici de diable essent considerat com a «vilanesc» (vilà, indigne) per la gent catalana del segle xv. En aquest cas, els gascons haurien fet de «cohets» (és a dir diables), i la gent, en sentir-los a parlar en el seu idioma, haurien associat «cohet» amb «focs d'artifici».
El diable es protegeix de la ignició pirotècnica pel seu vestit que, confeccionat amb roba de sac o bé d'un teixit gruixut de cotó, el protegeix dels esquitxos incandescents. Així mateix du uns ornaments, cosits uns i puntats altres segons l'ús de cada colla, que representen figures infernals, animals o vegetals. Antigament la indumentària era de lloguer; avui dia alguns són de propietat consistorial i altres, particulars de cadascun dels components de la colla.
Quan a la festa dels diables no existeix cap interpretació teatral del ball parlat, hi ha altres formes de representació conegudes pels noms de: cercavila, correfoc, carretillada i per acabar l'encesa conjunta.

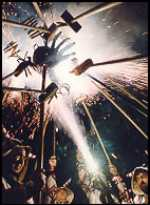
Grup de diables en el moment de l'encesa conjunta

Pel que fa a la cercavila, és una actuació pels carrers de la vila de les colles de diables. En el recorregut, els dimonis que avancen en formació de marxa disparen carretilles enmig del públic. En el correfoc, com en la cercavila, pot actuar pels carrers de la vila una sola colla o també altres colles convidades. La carretillada és una encesa conjunta de tots els diables; aquests es disposen en cercle amb les maces carregades al màxim de la seva capacitat, fent una roda de paraigües de foc que gira de forma continuada, produint amb la descàrrega de les seves carretilles un núvol llampegant i sorollós. L'encesa conjunta és el punt culminant de l'actuació. Els diables s'apinyen al voltant del punt d'encesa i a la veu de «Foc!» encenen els seus botafocs mentre obren la rotllana fins a restar en cercle. Llavors el cel s'omple d'una llum blanca i vertical amb mil esquitxos incandescents, ressaltant en la foscor de la nit una cortina pirotècnica i una forta tronada "dimonial" que, units al repic seguit i enèrgic dels tabals com a música de fons, dona a la cloenda una aparença esplèndida i vistosa.

## Primeres referències escrites

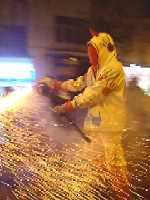
Un diable arrencant a córrer just després d'encendre una carretilla

Existeix documentació que acredita actuacions o bé sortides de les colles de diables a molts indrets de Catalunya. Les sortides en les localitats de Catalunya que es detallen a continuació per ordre cronològic, tenen (en la majoria dels casos) antecedents que no s'han pogut documentar fins a l'actualitat. No es tracta d'una relació de totes les actuacions de cada colla. És per això que se'n detallen només les primeres referències escrites:

### 1411 aCervera
- 1411, a les ordinacions de la processó de Corpus.

Les primeres notícies dels diables a Cervera, un dels primers referents escrits del Principat de Catalunya, els podem trobar en l'ordenació de la processó de Corpus de l'any 1411, conservada a l'Arxiu Comarcal de la Segarra, a la ciutat de Cervera.
Segons hi consta, el dimarts dia 9 de juny, es reuniren "en la sala de la paheria los honrats en Bernat de Vilagrassa, Miquel Meyà e Pere Palau, (els) pahers, en Pere Oromir i en Bernat Cabirol, (i els) preveres Jacme de Muntbrió (i) Arnau Arnaldes, et faheren les ordinacions següents:
"Primerament vayen Lucifer e los diables, en aprés vayen los trompadors, en aprés vaye la senyera (de la vila), la qual porte en Barthomeu Selva, prevere, en un caval(l), bé appareyllat ab sa dacmaticha; en aprés vaye lo joch de les spases, lo qual fan en Francesch Quintana e n'Arnau d'Abeylla; en aprés vaye la Cathalina, la qual fa la confraria del Sant Espèrit; en aprés vayen los jochs de la confraria de Sent Johan [...]"
- 1426, a les ordinacions de la processó de Corpus.

L'ordenació de la processó de Corpus de l'any 1426 fou publicada en edició de bibliòfil per Faust de Dalmases: "Ceremonial statuït per los honorables pahers de la insigne vila de Cervera per rahó de la festa e professó del cors de Jhu. Xpt. en l'any M.CCCC.XXVI". On hi diu:
"Los entremesos.
Primo vagen lo joch de Luciffer e los diables fahent lur Joch. Aprés vagen los trompadors e la tamor. En aprés vage la Senyera de la vila, la qual porte en Bernat Armengou, prevera, ab un cavall ben aparellat. Aprés lo ball de les spases. En aprés vagen los Jochs que la Confraria del Sant sperit fa, los lauradors, la caterva, Geremies profeta e lo drach. En aprés vagen los Jochs que la Confraria de sant Johan fa, la àguila e sant Johan. En aprés vagen los Jochs que la Confraria de sant Ffrancesch e de la sancta Trinitat fa. En aprés..."
- 1559, al llibre d'àpoques comunes.

L'any 1559 apareix el personatge de la diablessa. Dins el llibre d'àpoques comunes s'hi explica que el pintor Pere Alegret
deixà alguns caps de diables i de la diablessa.

### 1426aTarragona
La tradició del ball de diables a Tarragona sempre ha estat molt arrelada, i es conserva una nombrosa documentació de les seves actuacions; algunes d'elles daten de: 
- 1426, és l'any del qual es té notícia del primer entremès de l'Arcàngel Sant Miquel.
- Entre els anys 1444 i el 1448, consten actuacions dels diables i de l'àngel Sant Miquel en el Consell Municipal.
- 1531, commemorant l'entrada de l'arquebisbe Lluís de Cardona.

- 1577, commemorant l'entrada de l'arquebisbe Antoni Agustín.
- 1617, celebrant l'arribada del nou arquebisbe Joan de Montcada.
- 1633, amb l'arribada del rei Felip IV coincidint amb les festes de Santa Tecla.
- 1695, en ocasió del nou arquebisbe Josep Llinàs.
- 1706, amb motiu de l'entrada del rei Carles III.
- Reiteradament, anys 1722, 1729, 1755, 1765, 1785, la ciutat celebra amb representacions del Ball de Diables els canvis eclesiàstics de l'arxidiòcesi de Tarragona.
- 1841, per la festa de Santa Tecla.
- 1846, amb motiu dels casament de la reina Isabel II.
- 1861, en ocasió de l'enterrament del Carnestoltes.

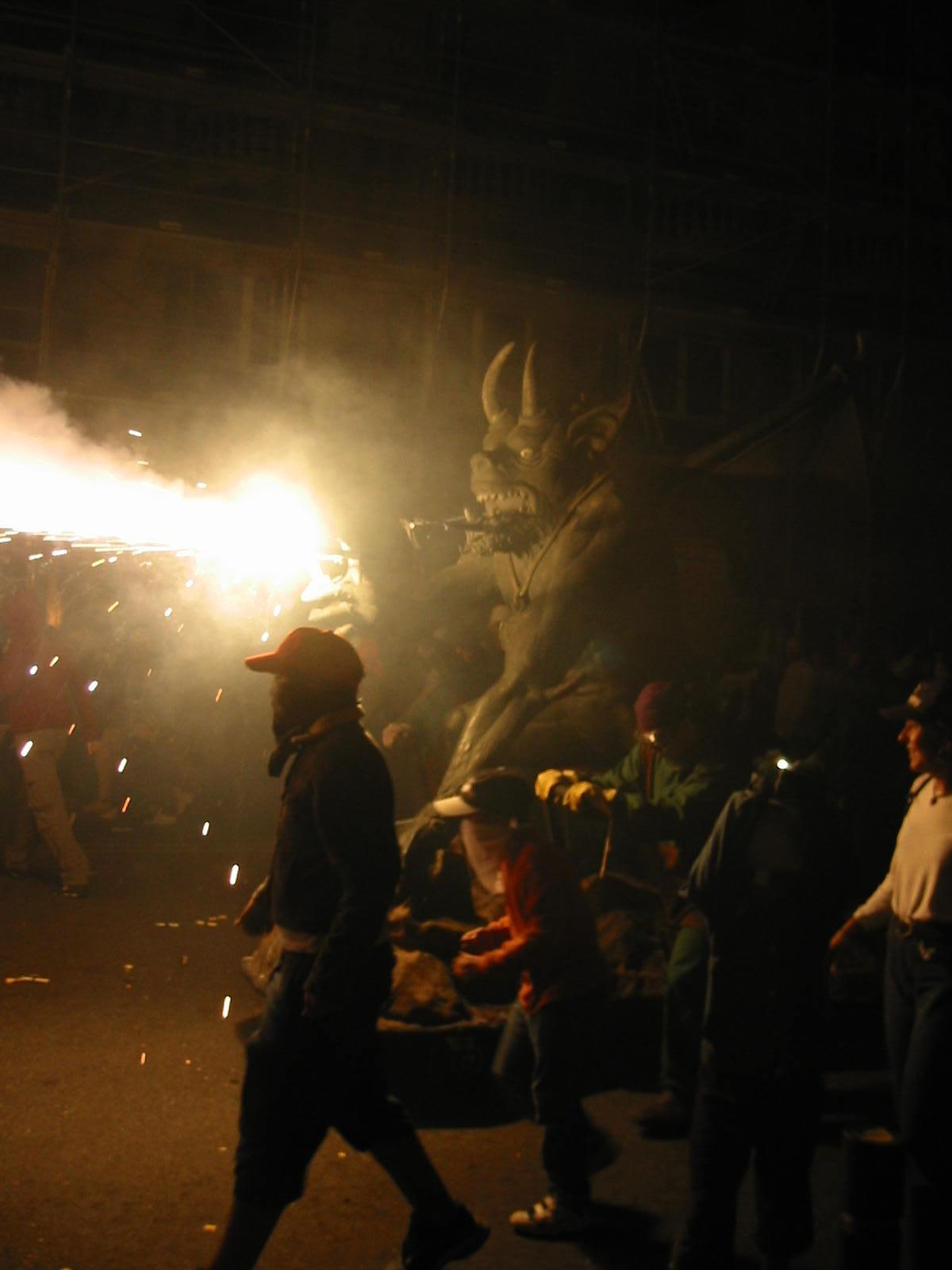
Una bèstia escopint foc en el correfoc de Barcelona

- 1891, amb l'arribada de l'aigua de Sant Magí.

### 1451aIgualada
- Documentació trobada, i datada el 1451, fa referències a l'entremès de Sant Miquel i els diables.
- 1453, esdeveniments d'aquesta època donen testimoni del "Castell de l'Infern".
- 1474, altre cop hi ha indicis d'actuacions del diables.
- 1489, participació dels diables per les festes de Corpus.

### 1460al Vendrell
- Apareix en les cròniques de 1460, per la processó de Corpus, un ball anomenat "Diablura". En aquesta actuació teatral, representada enmig d'una plaça, els components del ball duien camals, picarols i carotes.
- 1460, en referència als balls, la confraria del Santíssim Sagrament menciona en el llibre de comptes els cost invertit en pólvora i en els músics.
- 1717, en el llibre de visites Pastorals hi consten diversos comentaris dels "balls".
- 1784, la congregació de Sant Salvador cita en el seu llibre d'Entrades el cost de la pólvora utilitzada durant les festes.
- En el curs del segle xix diverses publicacions de premsa (Diari de Barcelona, Diari de Reus o Diari de Vilanova entre altres) divulguen actuacions del Ball de Diables a la Festa Major.[7]

### 1512aValència
- A València, ja havien aparegut per primera vegada les roques –carros triomfals amb motius al·legòrics- en 1407. En 1512 s'incorpora al grup la roca de l'infern o lo infernal anomenada des de 1542 roca diablera i més tard la roca de Plutó. Portava la dansa de la Moma (la virtut) i els momos (diablets que actualment representen els pecats capitals), i sovint anava ben guarnida de pirotècnia.[8][9] La dansa de la Moma podria haver estat introduïda des de França durant la primera meitat del segle xv i va estar present a la celebració del Corpus de València. Els balladors representaven diversos personatges, com el diable major o Llucifer, una diablesa, 11 diables menors, els patges de Llucifer i un diable que portava un estendard.[10]

### 1600aVilafranca del Penedès
- Les primeres referències del Diables de Vilafranca daten de començaments del segle xvii. La notícia consta en el Llibre Verd de la vila que detalla les cerimònies de les festes de Corpus.
- 1618, a la processó de les festes de la Immaculada, la comitiva estava precedida per un músic, el Drac i 5 diables.
- 1815, amb motiu de la Festa Major de la Vila.
- Originàriament els l'entremès i els versos eren una barreja de català i castellà i estaven molt influenciats en la Guerra del Francès.

### 1710aVilanova i la Geltrú
- Diablots que acompanyaren la Mulassa: Són detallats en el Llibre de Comptes de l'església de Sant Antoni diversos rebuts amb el preu de coets per la Mulassa i per uns diablots que l'acompanyaven.
- 1722, per la Festa Major de Sant Antoni.
- Successivament i fins a 1778, per les festes de Sant Antoni i per la celebració del Corpus, hi ha referències d'actuacions de la Mulassa i del Diablots.
- 1779, una disposició reial va prohibir que la Mulassa tirés foc.
- 1829, El 17 de gener de 1829 la hisenda municipal fa el pagament dels diversos balls que participen en la festa de Sant Antoni Abat, entre els que hi figura "al de los Diablas", al qual paguen 7 lliures i 10 sous.
- Fins al 1832, els diables vilanovins custodiaven el Drac; per la Festa Major d'aquell any, apareixen ja organitzats en forma de Ball de Diables amb parlaments.
- Posteriorment els diables van actuar de forma constant i regular tret d'algun cas insòlit, ja fossin epidèmies del còlera (1854), o bé per manca de carretilles, el 1855, o també a causa de la guerra de Cuba, l'any 1870.

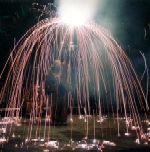
Pluja de foc enmig d'un correfoc

### 1715aBerga, LaPatum de Berga
- Segons documents del segle xviii, la Patum, inicialment era coneguda amb el nom de Bulla. La data exacta en què començà a commemorar-se es desconeix; consta en l'arxiu berguedà que en l'any 1725 el notari José Altarriba posseïa un certificat de la celebració de la Butlla de l'any 1715.
- La Patum només se celebra per Corpus, i ocasionalment per algun motiu rellevant.

### 1602aReus
- 1602, en el trasllat de la Mare de Déu de Misericòrdia.
- Hi ha referències del diables de Reus del desembre de 1771 per les festes en honor de la Mare de Déu de Misericòrdia; així mateix succeeix el maig de 1788.
- 1792, en el trasllat de la Mare de Déu de la Misericòrdia.
- 1816, en honor de la Mare de Déu de Misericòrdia, coincidint amb la Festa Major de Sant Pere.
- 1825, en acció de gràcies a la Verge per salvar a la ciutat d'una epidèmia.
- 1843, per les festes en honor de la reina Isabel II.
- 1845, acompanyant a la processó de trasllat de la Mare de Déu.
- 1850, per les festes en honor de la Mare de Déu de Misericòrdia i Sant Pere.
- 1852, celebració pel feliç part de la reina.
- 1854, en agraïment per haver-se lliurat la ciutat d'una epidèmia de còlera.
- 1860, participen els diables en les festes del Carnestoltes.
- 1861, […] después habrá unos 40 hombres que con traje de diablo irán disparando un extraordinario y vivo fuego. (Reus, 1861)
- 1880, commemorant les festes del barri de Jesús.
- 1885, en ocasió del trasllat de la Mare de Déu de Misericòrdia al seu santuari.
- 1885, per motivacions polítiques, segons el Diario de Reus "recorrió algunas calles atronando los aires con el incesante disparo de carretillas y cañonazos y su correspondiente acompañamiento de música. Suponemos que debía ser tanta algazara con motivo de haber sido llamado a formar gabinete el señor Sagasta".
- 1892, glorificant els 300 anys de l'Aparició de la Mare de Déu de Misericòrdia.
- 1893, en ocasió de l'enterrament del Carnestoltes.
- 1916, en les festes de carnaval[11]

### 1784aAlforja
- 1784, durant el trasllat de la Mare de Déu de Puigcerver, amb motiu d'una epidèmia.
- 1863, en les solemnitats en honor de la Mare de Déu de Puigcerver.
- 1876, amb motiu de la fi de la guerra.
- 1879, en les solemnitats en honor de la Mare de Déu de Puigcerver.
- 1882, en les solemnitats en honor de la Mare de Déu de Puigcerver.
- 1942, en les solemnitats en honor de la Mare de Déu de Puigcerver.
- 1956, en les solemnitats en honor de la Mare de Déu de Puigcerver.

### 1803aValls
- Documentacions diverses citen durant el maig de 1803 el Ball de Diables a Valls amb motiu de les festes de Sant Francesc.

### 1846aL'Arboç
- Les anotacions històriques en l'Arxiu arbocenc de la Vila ens aporten referències que acrediten l'existència de diables des de l'any 1846, malgrat que el seu origen és molt anterior, ateses les declaracions d'Agustí Romagosa i Plana, veí de l'Arboç.
- 1876, en el programa de les festes se cita el ball de diables, entre altres balls i danses que efectuaven les seves actuacions davant de l'Ajuntament.
- 1887, consta en l'Arxiu Municipal la participació dels diables per la Festa Major d'aquell any.[12]

### 1849aTorredembarra
Diferents publicacions periodístiques acrediten el Ball de Diables en aquestes dates.
- El Diario de Barcelona anuncia la participació dels diables per les Festes Major de 1849 i de 1853.
- El Diario de Tarragona informa de l'actuació del ball de diables per la Festa Major de 1883.

### 1850ales Borges del Camp
La tradició d'anar a buscar la Verge a l'ermita està documentada per primer cop l'any 1850, malgrat se sospita que la tradició és de molt abans. Per la coronació de la Mare de Déu de la Riera, l'any 1916, es ratifica la sortida dels diables.

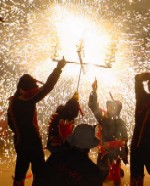
Una gran lluminositat apareix en el moment de l'encesa conjunta

### 1816 aLa Selva del Camp
"[…] Al debant los Ganfarons, tras de estos los dos Gegants, luego los Balls de Diables [...].

### 1853aSitges
- En els comptes de la Festa Major d'aquest any es troba la primera referència escrita del Ball de Diables de Sitges. Més tard, en diverses anotacions consistorials es detalla el cost de posteriors actuacions, algunes de les quals daten de:

- 1858, hi ha un pagament de 12 duros i 10 rals per la sortida dels diables.
- 1860, la colla va llogar els vestits a la localitat de Vilafranca del Penedès, amb un cost de 4 duros i 4 rals.
- 1861, van participar en la processó per la nova ermita de Sant Sebastià.[15]

### 1861 aFalset
- En el programa de la Festa Major d'aquest any apareix la intervenció del ball de diables.
- 1862, participació en les festes celebrades en honor de Santa Càndia.
- 1880, altre cop en el programa d'actes s'anuncia l'assistència dels diables entre d'altres.
- 1887, actuació del ball de diables commemorant les festes de Santa Càndia.

### 1863 aSant Quintí de Mediona
- La primera menció que es coneix dels diables d'aquesta localitat és de l'any 1863. En els comptes de la Festa Major consta la despesa de carretilles i el cost de vestits per als diables.
- Se sap que l'any 1799 ja se celebrava la Festa Major, però es desconeix el tipus d'actes, balls i danses que s'hi feien.

### 1861aRiudoms
- 1886, […] numerosas comparsas de diablos las cuales nos consta que tienen encargadas 30.000 carretillas. (Riudoms, 1886)
- 1899, Pera la professó, s'han adquirit totas las carretillas que s'han trobat y han pogut fer los pirotécnichs d'aquesta ciutat [Reus] y'm consta que la Comissió ha donat la veu que's comprarian totas las que s'hi presentessin. Las carretillas las aviarán uns cinc-cents diables durant lo curs de la solempne professó. (Riudoms, 1899)

### 1876aLa Canonja
La publicació de l'11 d'agost de 1876 del diari La Opinión parla sobre la Festa Major del poble, anunciant els actes que s'hi faran. Entre ells hi diu: “También habra moixigangas y bailes propios del país, como son bailes de diablos...."
No és fins a l'any 1901, en la publicació del diari Lo Camp de Tarragona del dia 11 d'agost, on torna a haver-hi referències, aquest cop deixant clar que és gent del poble. “i fins i tot se creu que ball de diables organisat pels principals hereuets del poble..."
L'any 2013 es crea el Ball de Diables de la Canonja i el 2023, en motiu del Xè aniversari, presenten tots els canvis per ser un ball de model tradicional, fruit d'un procés de tradicionalització que dura gairebé un parell d'anys.

### 1880aVila-seca
El Diari de Tarragona en la seva publicació de 31 de juliol de 1880, que en el seu relat sobre les Festes de Sant Esteve d'aquell any a la població del Tarragonès deia “Se agregará a la comitiva una numerosa comparsa de diables que dispararán fuegos artificiales durante este acto.”

### 1882 aSant Pere de Ribes
Les primeres referències del Ball de Diables a Ribes daten de les festes majors de Sant Pau (gener) de 1882 i Sant Pere (juny) de 1890. Posteriorment es té constància que va sortir per Sant Pau de 1913 i 1916, i Sant Pere de 1922 i 1929. D'altra banda, en els textos d'altres balls de versos del municipi representats entre els segles xviii i XX hi ha la presència intermitent del diable satíric que, integrat en la resta de personatges del ball, introduïa els elements de sàtira social. El text que emprava l'antic Ball de Diables de Ribes tenia, de fet un caràcter satíric i feia referència a Sant Pere de Ribes. Hi intervenia un àngel, Llucifer, sant Miquel, una diablessa i deu diables que representaven una petita trama argumental. Per Sant Pere de 1951 un grup de joves van recuperar el Ball de Diables de Ribes. Des d'aquell any i fins a l'actualitat els diables han estat presents a totes les festes majors de Ribes reflectint la vida del poble en els seus versos satírics. L'any 1978 es crea la primera colla infantil del ball de diables, integrada per criatures d'uns deu anys. Per Sant Pau (25 de gener) de 1996 es recupera el ball de versos de 1913 i per Sant Pau de 1999 es posa en escena un ball de versos escrit pel ribetà Jaume Gómez el 1976.

### 1885 aPoboleda
- Durant les festes del 28 al 30 de novembre[20][21]

## Legislació
El 2009, arran de la normativa europea sobre articles pirotècnics de 2007, obsoleta des de juny 2015, i de la  possible aprovació sense modificacions per part del Govern Espanyol, es va iniciar un moviment conjunt de les colles de diables per poder garantir el futur de les seves activitats. La revisió de la normativa del 2013 preveu explícitament en l'article 16 del preàmbulo: «Pel que fa a l'ús d'articles pirotècnics, i […] hi ha costums i tradicions culturals molt diferents als diferents Estats membres. Per tant, els Estats membres haurien de poder adoptar mesures nacionals per restringir l'ús o la venda de determinades categories d'articles pirotècnics al públic per motius com ara la seguretat pública o la salut i la seguretat.» Finalment la inclusió d'una Instrucció Tècnica Complementària (ITC18) a la llei va permetre un seguit de mesures i reglaments que exigeixen, entre d'altres, que els grups que participen en manifestacions festives amb ús de pirotècnia han de disposar de persones amb una formació acreditada.
En compliment d'aquesta directiva europea, el Departament de Cultura de la Generalitat de Catalunya (per mitjà de la Direcció General de Cultura Popular, Associacionisme i Acció Culturals), la Delegació del Govern espanyol a Catalunya, l'Agrupació del Bestiari Festiu i Popular de Catalunya i la Federació de Diables i Dimonis de Catalunya van establir el 2010 els programes de formació dels membres de les colles de diables i bestiari.